# Liste der Baudenkmale in Hage
Die Liste der Baudenkmale in Hage, Flecken enthält die nach dem Niedersächsischen Denkmalschutzgesetz geschützten Baudenkmale in der ostfriesischen Gemeinde Hage. Die Quelle der Baudenkmale ist der Denkmalatlas Niedersachsen. Der Stand der Liste ist der 20. Januar 2024.

## Allgemein
In den Spalten befinden sich folgende Informationen:
- Lage: die Adresse des Baudenkmales und die geographischen Koordinaten. Kartenansicht, um Koordinaten zu setzen. In der Kartenansicht sind Baudenkmale ohne Koordinaten mit einem roten Marker dargestellt und können in der Karte gesetzt werden. Baudenkmale ohne Bild sind mit einem blauen Marker gekennzeichnet, Baudenkmale mit Bild mit einem grünen Marker.
- Bezeichnung: Bezeichnung des Baudenkmales
- Beschreibung: die Beschreibung des Baudenkmales. Unter § 3 Abs. 2 NDSchG werden Einzeldenkmale und unter § 3 Abs. 3 NDSchG Gruppen baulicher Anlagen und deren Bestandteile ausgewiesen.
- ID: die Objekt-ID des Baudenkmales
- Bild: ein Bild des Baudenkmales, ggf. zusätzlich mit einem Link zu weiteren Fotos des Baudenkmals im Medienarchiv Wikimedia Commons. Wenn man auf das Kamerasymbol klickt, können Fotos zu Baudenkmalen aus dieser Liste hochgeladen werden:

| Lage                                                             | Bezeichnung                            | Beschreibung | ID       | Bild |
| ---------------------------------------------------------------- | -------------------------------------- | --- | -------- | --- |
| Am Friedewarf 2 53° 36′ 9″ N, 7° 17′ 14″ O                       | Gartenpavillon                         | Kleiner Gartenpavillon auf achteckigem Grundriss mit Zeltdach, Backsteinbau mit Putzfassade, diese gequadert und unterhalb der Traufe mit Profilierungen, Rundbogen- und Diamantfries gestaltet. Spitzbogige Tür- und Fensteröffnungen, Zugangstür und zwei Fenster an drei vorderen Seiten des Oktogons, Fensteröffnung an hinterer Oktogonseite. Holzsprossentür und -fenster erneuert, backsteinsichtige Sohlbänke, Türöffnung über Spitzbogen durch Rankenornament hervorgehoben und wohl nachträglich verbreitert. Zeltdach mit roten Dach- und Gratsteinen belegt, Schornstein an Gebäuderückseite wohl nachträglich ergänzt. Kleiner Innenraum verputzt, Boden mit Klinkersteinen belegt, außen vor der Zugangstür Bremer Floren, errichtet wohl Mitte des 19. Jh. | 51398385 | BW |
| Baantjebur 1 53° 36′ 8″ N, 7° 17′ 3″ O                           | St. Ansgari                            | Auf Wurt gelegene, romanische, einschiffige Saalkirche, Backsteinbau von 42 m Länge, Langhaus in bemerkenswerter Backsteintechnik, Rundbogenfenster mit Runddiensten, Traufzone mit Rundbogenfries und dreifachem Deutschen Band, wuchtiger, dreigeschossiger Westturm, errichtet 1220/30. Ende 15. Jh. spätgotischer Chor angefügt. Kreuzigungsaltar von um 1480 wohl aus dem Kloser Coldinne, Kanzel des 17. Jh., spätgotischer Dreisitz sowie Triumphkreuzigungsgruppe von um 1500, Orgelprospekt von D. Lohmann von 1780-83. | 34646037 | Weitere Bilder |
| Baantjebur 1 53° 36′ 8″ N, 7° 17′ 3″ O                           | St. Ansgari (Friedhof)                 | Kirchhof mit Grabsteinen des 19. Jh. | 34646062 | BW |
| Baantjebur 1 53° 36′ 9″ N, 7° 17′ 0″ O                           | St. Ansgari (Einfriedung)              | | 34646933 | BW |
| Baantjebur 1 53° 36′ 7″ N, 7° 17′ 3″ O                           | St. Ansgari (Kirchwurt)                | | 34646824 | BW |
| Baantjebur 2 53° 36′ 6″ N, 7° 17′ 2″ O                           | Schule                                 | Südlich d. Kirche gelegener kleiner 1-gesch. Ziegelbau unter Krüppelwalmdach. Giebelseite 3-achsig, Traufseite 5-achsig. Segmentbogenfenster. Ende 19. Jh. | 34646086 | BW |
| Berum Berumer Allee 5 53° 36′ 9″ N, 7° 17′ 37″ O                 | Wohnhaus                               | 1-gesch., traufständiger Backsteinbau unter Walmdach mit Zwerchhaus. Mittiger Eingang m. originaler Tür. Blockrahmen-Fenster, rückwärtig verändert. 2. Hälfte 19. Jh. | 34646150 | [[Vorlage:Bilderwunsch/code!/C:53.602489,7.293697!/D: Berum Berumer Allee 5, Wohnhaus!/\|BW]]                                             |
| Berum Berumer Allee 6 53° 36′ 8″ N, 7° 17′ 42″ O                 | Wohnhaus                               | 1-gesch. traufständiger Ziegelbau unter Satteldach mit mittigem Eingang. Schön gestaltete Traufen- und Giebelgesimse. Um 1880. | 34646176 | [[Vorlage:Bilderwunsch/code!/C:53.602336,7.295132!/D: Berum Berumer Allee 6, Wohnhaus!/\|BW]]                                             |
| Berum Berumer Allee 6 53° 36′ 8″ N, 7° 17′ 42″ O                 | Stallanbau                             | | 34646772 | [[Vorlage:Bilderwunsch/code!/C:53.602276,7.295095!/D: Berum Berumer Allee 6, Stallanbau!/\|BW]]                                           |
| Berum Berumer Allee 7 53° 36′ 12″ N, 7° 17′ 41″ O                | Schloß Nordeck                         | Nach Brand 1948 neu errichtet, ursprünglich erbaut 1862-64. 2-gesch. breit gelagerter Putzbau mit Seitenflügeln unter Walmdach. Mittiger Uhrturm. | 34646202 | |
| Berum Berumer Allee 7 53° 36′ 19″ N, 7° 17′ 43″ O                | Schloß Nordeck (Mausoleum)             | | 34646253 | [[Vorlage:Bilderwunsch/code!/C:53.605392,7.295148!/D: Berum Berumer Allee 7, Schloß Nordeck (Mausoleum)!/\|BW]]                           |
| Berum Berumer Allee 7 53° 36′ 16″ N, 7° 17′ 40″ O                | Schloß Nordeck (Garten)                | Typischer Landschaftsgarten der 2. Hälfte 19. Jh. mit artenreichem Baumbestand, Wassersystem, Raumgefüge, Einfriedung und Erbbegräbnis. | 34646227 | [[Vorlage:Bilderwunsch/code!/C:53.604408,7.294548!/D: Berum Berumer Allee 7, Schloß Nordeck (Garten)!/\|BW]]                              |
| Berum Burgstraße 1 53° 36′ 6″ N, 7° 17′ 52″ O                    | Burg Berum                             | Bedeutender Häuptlingssitz. Hauptburg 1764 abgerissen, Vorburg erhalten. Langgestreckter verputzter Backsteinbau mit schräggestelltem Turm. Im SW barockes Tor. Ende 17. Jh. | 34646279 | Weitere Bilder |
| Berum Burgstraße 1 53° 36′ 4″ N, 7° 17′ 54″ O                    | Burg Berum (Park)                      | Dominierende barocke Grundgestaltung mit Grabensystem, Alleen, Baumbestand und Nutzungsgliederung. Teilweise eingefügte landschaftliche Gestaltung des 19. Jh. | 34646309 | [[Vorlage:Bilderwunsch/code!/C:53.601134,7.298439!/D: Berum Burgstraße 1, Burg Berum (Park)!/\|BW]]                                       |
| Berum Burgstraße 1 53° 36′ 2″ N, 7° 17′ 57″ O                    | Burg Berum (Wälle)                     | | 34646957 | [[Vorlage:Bilderwunsch/code!/C:53.600441,7.299086!/D: Berum Burgstraße 1, Burg Berum (Wälle)!/\|BW]]                                      |
| Berum Burgstraße 2 53° 36′ 6″ N, 7° 17′ 52″ O                    | Burg Berum (Orangerie)                 | Südlich d.Burg gelegener,langgestreckter schmaler Backsteinbau unter Walmdach. Große Schiebefenster m. Blockrahmen. Heute Wohnnutzung. Backsteinmauer mit Sandsteintor, „1712 sans recret“. | 34646367 | [[Vorlage:Bilderwunsch/code!/C:53.601755,7.297794!/D: Berum Burgstraße 2, Burg Berum (Orangerie)!/\|BW]]                                  |
| Berum Burgstraße 2 53° 36′ 1″ N, 7° 17′ 57″ O                    | Burg Berum (Grabkeller)                | Ebenerdige Sandsteinbedeckung mit Inschrift. | 34646338 | [[Vorlage:Bilderwunsch/code!/C:53.600143,7.299038!/D: Berum Burgstraße 2, Burg Berum (Grabkeller)!/\|BW]]                                 |
| Berum Burgstraße 2 53° 35′ 59″ N, 7° 17′ 50″ O                   | Burg Berum (Garten)                    | | 34647046 | [[Vorlage:Bilderwunsch/code!/C:53.599632,7.29736!/D: Berum Burgstraße 2, Burg Berum (Garten)!/\|BW]]                                      |
| Berum Burgstraße 2 53° 35′ 56″ N, 7° 17′ 46″ O                   | Burg Berum (Graft)                     | | 34647018 | [[Vorlage:Bilderwunsch/code!/C:53.598829,7.296132!/D: Berum Burgstraße 2, Burg Berum (Graft)!/\|BW]]                                      |
| Berum Burgstraße 3 53° 36′ 4″ N, 7° 17′ 48″ O                    | Burg Berum (ehem. Schatthaus)          | 1-gesch. Backsteingebäude unter Mansarddach mit zeittypischem Erker und noch originalen Fenstern. Ehem. Wohnteil eines WWG, Wi-Teil nach Einsturz um 1990 abgebrochen. Erbaut um 1910. | 34646694 | [[Vorlage:Bilderwunsch/code!/C:53.601241,7.296775!/D: Berum Burgstraße 3, Burg Berum (ehem. Schatthaus)!/\|BW]]                           |
| Blandorf-Wichte Blandorfer Straße 11 53° 36′ 24″ N, 7° 19′ 1″ O  | Wohn-/Wirtschaftsgebäude (Haus Wichte) | Verputztes Steinhaus um 1600, ehem. zweiräumig, Upkamer über hohen Keller, parallel verlaufende Gulfscheune wohl 19. Jh., Zufahrtsallee mit Linden. | 34646670 | [[Vorlage:Bilderwunsch/code!/C:53.606755,7.31694!/D: Blandorf-Wichte Blandorfer Straße 11, Wohn-/Wirtschaftsgebäude (Haus Wichte)!/\|BW]] |
| Blandorf-Wichte Blandorfer Straße 16 53° 36′ 30″ N, 7° 19′ 17″ O | Gulfhaus                               | Ziegelbau mit 2-geschoss. Wohnteil, Wi-Giebel abgewalmt. Zurückhaltende Schmuckelemente. Originale Fenster und Türen erhalten. 1888. | 34646012 | [[Vorlage:Bilderwunsch/code!/C:53.608383,7.321509!/D: Blandorf-Wichte Blandorfer Straße 16, Gulfhaus!/\|BW]]                              |
| Hagermarscher Straße 2 53° 36′ 13″ N, 7° 17′ 28″ O               | Mühle                                  | Vorgängerbauten: Bockwindmühle 16. Jh., um 1850 abgebrochen; ""moderne Ständermühle"" von 1852, 1872 abgebrannt (1866-72 zu Schloss Nordeck); Neubau als 5-stöckiger Galerieholländer. | 34646420 | Weitere Bilder |
| Hagermarscher Straße 2 53° 36′ 14″ N, 7° 17′ 28″ O               | Magazinanbau                           | | 34646798 | BW |
| Hagermarscher Straße 2 53° 36′ 14″ N, 7° 17′ 29″ O               | Wohn-/ Wirtschaftsgebäude              | Wohl zeitgleich mit Mühle (1871) errichtet. Wi-Teil jüngst abgebrannt und unter Verwendung von Altmaterial wiedererrichtet. | 34646396 | BW |
| Halbemonder Straße 2 53° 36′ 6″ N, 7° 17′ 4″ O                   | Wohn-/ Wirtschaftsgebäude              | 1-gesch. Backsteinbau. Stallteil mit kleiner Quereinfahrt unter abgewalmtem Dach. Wohnteil nach Westen mit Abschleppung. Scheitrechte Fensteröffnungen. 2. Hälfte 19. Jh. | 34646445 | BW |
| Halbemonder Straße 2 53° 36′ 5″ N, 7° 17′ 2″ O                   | Garten                                 | | 34646877 | BW |
| Hauptstraße 31 53° 36′ 11″ N, 7° 17′ 12″ O                       | Wohn-/ Geschäftshaus                   | Giebelständiger 1-gesch. Ziegelbau mit mittigem Eingang. Segmentbogenfenster mit ornamentierten Brüstungsfeldern. Um 1880. | 34646493 | BW |
| Hauptstraße 31 53° 36′ 11″ N, 7° 17′ 12″ O                       | Werkstattanbau                         | | 34646745 | BW |
| Hauptstraße 45 53° 36′ 10″ N, 7° 17′ 6″ O                        | Wohnhaus                               | Giebelständiges Wohnhaus in Ecklage. 1908 nach Plänen des Emder Architekten Hans Niederstrasser für den Apotheker G. Schäffer aus Weener als westliche Erweiterung der Apotheke aus dem 1. Drittel 19. Jh. errichtet. Materialsichtig verputzter, eingeschossiger Massivbau mit hohem Mansarddach. | 50669285 | BW |
| Hauptstraße 47 53° 36′ 9″ N, 7° 17′ 5″ O                         | Wohnhaus                               | 1-gesch. Ziegelbau unter ausgebautem Satteldach mit Zwerchgiebel. Alter Grundriß erhalten. 1875 erbaut. | 34646518 | BW |
| Hauptstraße 47 53° 36′ 10″ N, 7° 17′ 5″ O                        | Hausbaum                               | | 34647082 | BW |
| Hauptstraße 50 53° 36′ 12″ N, 7° 17′ 8″ O                        | Wohn-/ Geschäftshaus                   | Giebelständiger 1-gesch. Ziegelbau. Giebel nachträglich verputzt, Giebelbekrönung mit Jahreszahl „1828“. | 34646545 | BW |
| Hauptstraße 128 53° 36′ 10″ N, 7° 16′ 24″ O                      | Kriegerdenkmal                         | Ehrenmal für die Gefallenen des 1. Weltkrieges. | 34646569 | BW |
| Hinkenaweg 1 53° 36′ 9″ N, 7° 16′ 48″ O                          | Wohnhaus „Hinkena-Burg“                | Steinhaus. 1-gesch. unterkellerter Backsteinbau in Klosterformat unter Satteldach. Fensterformate geändert. Im Kern 16. Jh.; 1935 Teilabbruch. | 34646592 | BW |
| Sankt Annenweg 1 53° 36′ 7″ N, 7° 17′ 7″ O                       | Pastorat                               | 2-gesch. Backsteinbau unter hohem Walmdach. Urspr. Wandgliederungen überformt. 1961 Wiederaufbau. | 34646616 | BW |